# Nicotinamid adenin dinucleotid
Nicotinamid adenin dinucleotidul (dinucleotida de nicotinamidă și adenină, NAD) este o coenzimă răspândită în toate celulele vii. Compusul este din punct de vedere structural o dinucleotidă, deoarece este alcătuit din două unități nucleotidice legate prin intermediul unei grupe fosfat. O nucleotidă leagă o bază adenină, iar cealaltă nicotinamidă. Nicotinamid adenin dinucleotidul există în două forme: forma oxidată și forma redusă , întâlnite în literatură sub formă de NAD+ și NADH.
Are implicații importante în metabolism, mai exact în reacțiile de oxido-reducere.